# كارسون كريسلي
كارسون لي كريسلي (بالإنجليزية: Carson Kressley)‏ (ولد في 11 نوفمبر 1969) مضيف تلفزيوني، ممثل ومصمم أزياء أمريكي، شارك برنامج الرقص مع النجوم الموسم 13.

## روابط خارجية
- الموقع الرسمي
- كارسون كريسلي على موقع IMDb (الإنجليزية)
- كارسون كريسلي على موقع ألو سيني (الفرنسية)
- كارسون كريسلي على موقع أول موفي (الإنجليزية)
- كارسون كريسلي على موقع إن إن دي بي (الإنجليزية)
- كارسون كريسلي على موقع قاعدة بيانات الفيلم (الإنجليزية)
- كارسون كريسلي على موقع كينوبويسك (الروسية)
- Biography at Bravo Television
- Interview with Portland Magazine
- Fan Club